# 上游二号
上游二号反舰导弹（SY-2），是中华人民共和国于1980年代研制的用固体火箭发动机作为巡航飞行动力的中型亚音速飞航式反舰导弹。北约命名为CSS-NX-5 “Sabbot”。

## 历史
最初从1970年起至1980年，南昌飞机制造厂（320厂）以“上游二号”的名义研制了一型液体火箭发动机的小型化超音速反舰导弹。是基于上游一号反舰导弹的深入改进。弹径缩减，改为尖锥形头锥，改变火箭发动机工作模式，以实现“超音速”。相比采用冲压发动机的海鹰三号超音速反舰导弹，上游二号研制的思路相对简单。1973年海军取消配套装舰对象的舰艇研制计划，研制进度慢了下来。1975年陆上模拟弹飞行试验成功。1980年陆上遥测弹飞行试验成功，飞行速度达1.4马赫。此后项目终因不符合海军需求而下马。
以此为基础，1990年代研制出以液体火箭发动机为动力的外贸出口型号FL-7 (飞龙-7) 超音速反舰导弹。
1975年海军提出“上游二号要向固体化、小型化、超低空发展”，不再要求超音速指标。为了区别同一时期320厂有“上游二号”的两个发展线路，分别称为上游二号（液）和上游二号（固）。1981年用固体燃料火箭发动机为动力的上游二号首次试射。1983年海军提出，相比鹰击8反舰导弹，上游二号战斗部威力更大，可用在现有舰艇上“老弹换装”，综合采购成本更低，也能保留320厂的导弹科研生产线。避免了国防科工委“缩短战线”的调整中下马之虞。
1984年8月，国防科工委把装用固体燃料火箭发动机的“上游二号”研制列入了“七五”国防科工研发计划。进一步改善动力、抗干扰和掠海突防性能。彭历生任总设计师。1988年完成遥测弹试制。1989年12月定型试验7发6中。 1991年3月，批准设计定型，正式命名为“上游二号”，开始批量生产，兼容“上游一号”及“上游一号甲”的舰上发射平台。最先装备中国海军的053H1G型护卫舰，这就可以理解中国海军在已装备“鹰击8”反舰导弹的053H2型和053H2G型护卫舰出现之后，为何还建造053H1G型舰。在1999年的中华人民共和国国庆50周年阅兵中，上游二号反舰导弹首次公开露面。

## 设计
改进装备了固体燃料火箭发动机的“上游二号”反舰导弹与“上游一号” 基本相同的气动外形布局，弹体后部垂直尾翼根部增加小平尾改善纵向稳定性，这是外观识别的显著特征。性能有了大变化：弹体直径比“上游一号”减少0.22米，重量降低至1720千克，射程增加10千米，巡航速度提高0.1马赫。装单脉冲体制的末制导雷达、无线电高度表，实现掠海飞行。

### 发展型号
“上游二号甲”型导弹，1990年代中期研制，以涡轮喷气发动机代替了原有的固体火箭发动机，进气道位于弹体上方，射程增加到120千米。有取消火箭助推器改为空射型号。还有发展了“上游二号乙”等改型。

## 出口型
此型出口型号为FL-2 (飛龍-2)。